# Paulina Bonaparte
Paulina Bonaparte, en francés, Marie-Pauline Bonaparte (Ajaccio, 20 de octubre de 1780-Florencia, 9 de junio de 1825), también conocida como Paulina Borghese o Borghesse, fue una noble francesa, hermana de Napoleón Bonaparte. Fue retratada en la Venus victoriosa (1805-1808) por el escultor y pintor italiano Antonio Canova. Su estancia en La Española (actuales Haití y República Dominicana) entre finales de 1801 y 1802 fue novelada por el escritor cubano Alejo Carpentier en su obra El reino de este mundo, publicada en 1949.

## Biografía

### Familia y primer matrimonio
Maria Paola Buonaparte (en corso), nació el 20 de octubre de 1780 en Ajaccio , Córcega. Fue la décima hija (aún le seguirán Carolina y Jerónimo) de María Leticia Ramolino y Carlo Buonaparte (f. 1785) , representante de Córcega en la corte del rey Luis XVI de Francia, ambos nacidos en Córcega y nobles. Se sabe poco sobre su infancia, salvo que no recibió educación formal. Los ingresos que los Bonaparte obtenían de sus viñedos y otras propiedades en Córcega se vieron interrumpidos por la captura británica de la isla en 1794.  Su situación económica se volvió tan desesperada que, según se dice, las mujeres Bonaparte recurrieron al lavado de ropa para ganar dinero. A pesar de todo, recibieron, al igual que otros refugiados franceses de Córcega, un estipendio del gobierno francés. Desde su lugar de desembarco, Tolón, se trasladaron a Marsella, donde el general Napoleón Bonaparte, su hermano mayor, la presentó a Louis-Marie Stanislas Fréron, el procónsul de Marsella.
El 14 de junio de 1797 contrajo matrimonio con el general Charles-Victoire-Emmanuel Leclerc, en Milán. El 20 de abril del año siguiente, nace su único hijo, Dermide Louis Napoleón Leclerc.

### Consulado (1799-1804) e Imperio (1804-1815)

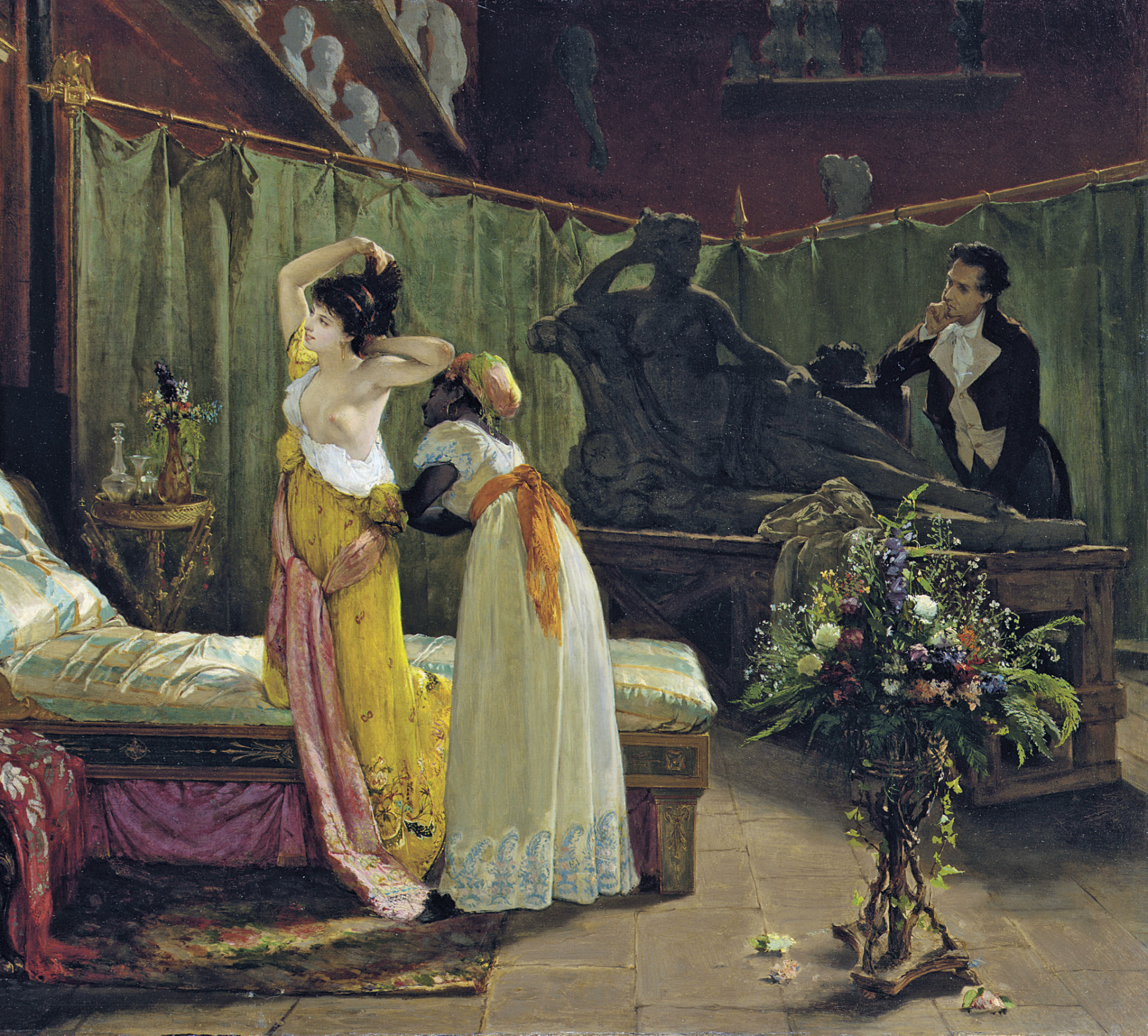
Lorenzo Valles. Paulina Borghese en el estudio de Antonio Canova. Óleo sobre lienzo, 57,5 x 75 cm.

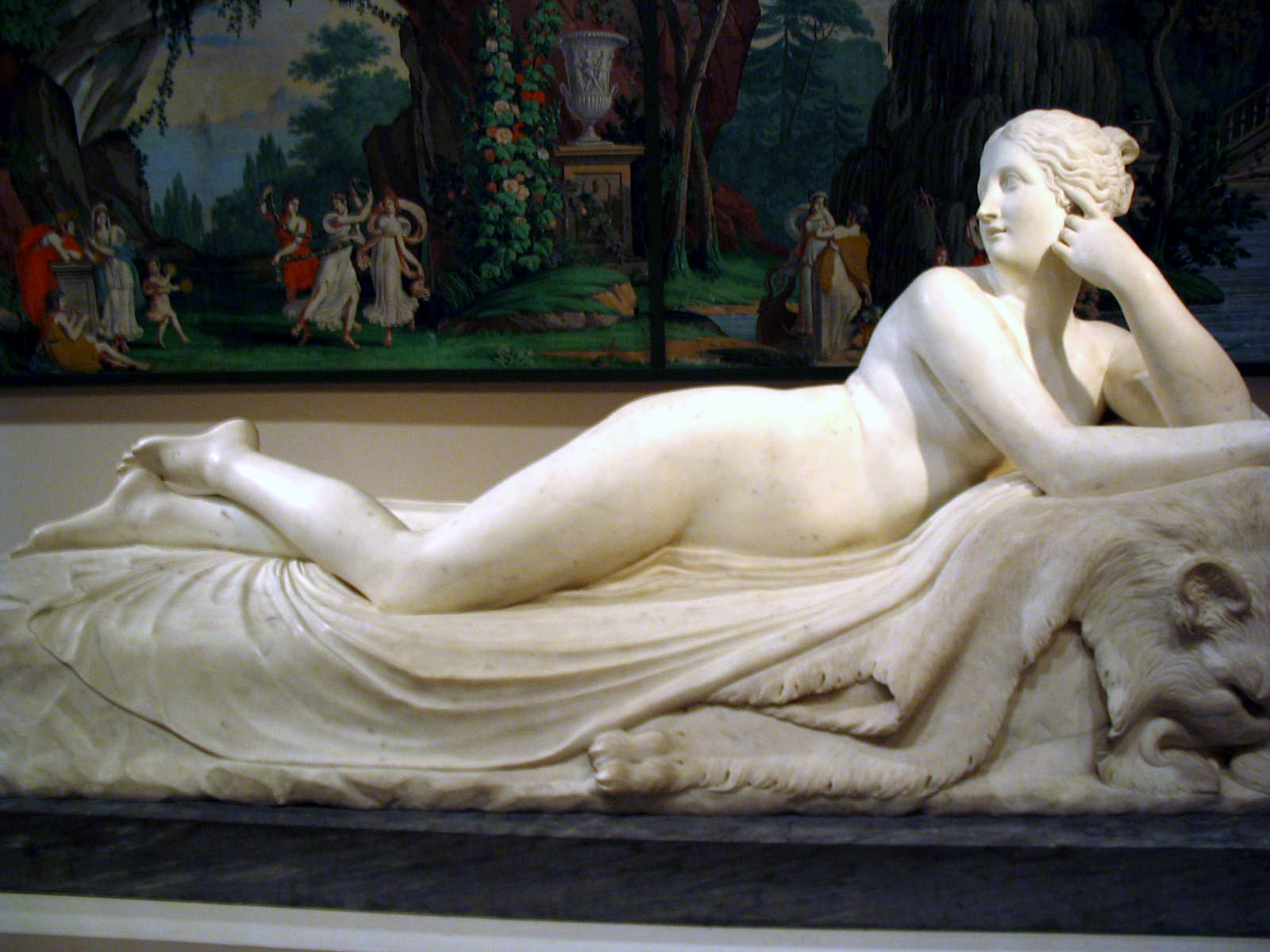
Antonio Canova. Náyade. Metropolitan Museum of Art (Nueva York).

A finales de 1801, Napoleón le encarga a Leclerc que se traslade a Haití al mando de 40.000 soldados con que sofocar la sublevación de Toussaint Louverture.
Paulina Bonaparte se embarca el 14 de diciembre y se instala en la colonia junto con Leclerc y el pequeño Dermide en febrero de 1802.
No obstante, cuando Leclerc da la orden de trasladar a su mujer y a su hijo en un buque a un sitio más seguro, Paulina, sorda a las súplicas de las damas del lugar, que sabían a qué terribles enemigos podían enfrentarse, les dice:

Vosotras podéis llorar, vosotras; porque no sois hermanas de Bonaparte. Pero yo no me embarco más que con mi marido, o moriré.

Termina esta etapa con la muerte de su esposo el 2 de noviembre de 1802, víctima también del vómito negro, tras la cual Paulina Bonaparte regresó a Francia.
El 28 de agosto de 1803 se casa con Camillo Borghese, Príncipe de Sulmona y de Rossano, jefe de una de las familias más poderosas de Italia.
Su esposo encarga al escultor más célebre de entonces, Antonio Canova, la realización de una obra para la que ella misma posará como modelo. La escultura, en la que aparece representada desnuda y que se conserva en la actualidad en la Galería Borghese (por lo que también es conocida como Venus Borghese), sacude los principios morales de la sociedad romana de la época.
En agosto de 1804 fallece su hijo Dermide a los seis años de edad, tras lo cual regresa a París. Posteriormente, se la vincula con el pintor Nicolas de Forbin (1779-1841), y luego con el compositor italiano Felice Blangini (1781-1841) y el actor y director teatral François Joseph Talma.
Probable retrato de Paulina Borghese

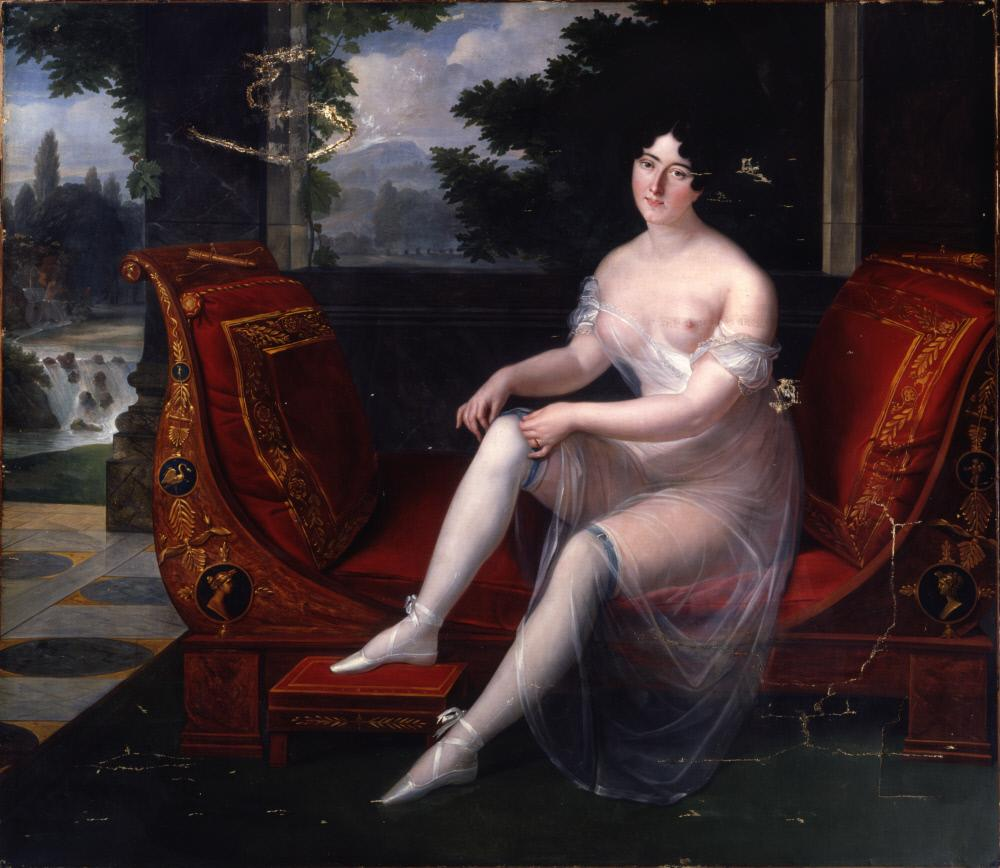
Louis Benjamin Marie Devouges. Probable retrato de Paulina Borghese. Óleo sobre lienzo, 182 x 208 cm.

También de estos años data un magnífico retrato al óleo, de tamaño natural, del pintor francés Louis Benjamin Marie Devouges (1770-1842), realizado casi con total seguridad en el antiguo suburbio de Neuilly-sur-Seine, en el área metropolitana de París.
La protagonista de la obra aparece sentada en el interior de un lujoso cuarto de baño de la época, cubierta apenas con un provocativo vestido tan sumamente transparente que prácticamente deja todo el cuerpo al aire, en el momento de ponerse las medias. Al fondo, se observa un oscuro paisaje montañoso, lo que amplía el espacio figurativo del cuadro, prestándole mayor profundidad. Los bellos tonos rosáceos de las carnaciones contrastan con los grises, rojizos y verdes del resto del cuadro, lo que acentúa la sensualidad del conjunto.
En cuanto a la probable identidad de la modelo, podría tratarse efectivamente de Paulina Bonaparte, con la que la mujer representada guarda un notable parecido físico, más aún, teniendo en cuenta que, según la crítica especializada, la obra fue encarga a Devouges (1770-1842) por su hermano el rey José I, quien tras su exilio a Estados Unidos en 1813 la conservaría en su mansión de Bordentown (Nueva Jersey), siendo adquirida tras su muerte en 1844 por el banquero y destacado coleccionista de arte estadounidense Nicholas Longworth (1783-1863).
Pero parece que la puritana sociedad estadounidense de la época no estaba preparada para contemplar una pintura de tales características, por lo que Longworth tuvo que quitarla de la vista de sus conciudadanos.
Años después, pasa a ser propiedad de un tal Edward N. Roth, quien la tiene expuesta un tiempo en el Hotel St. Nicholas de Cincinnati (Ohio), siendo comprada a su viuda por John Ringling, por un importe de algo más de 20 000 dólares, cuya colección privada dará lugar al conocido Museo Ringling de Sarasota (Florida), donde ingresa en 1936.

### Tras la caída de Napoleón
Cuando Napoleón es forzado a abdicar y exiliarse en la isla de Elba (1814), Paulina decide acompañarlo, empeñando para ello sus propiedades. Una vez que este decide volver a Francia para recuperar el poder, Paulina le ofrece de nuevo todo su apoyo e incluso le regala su valiosa colección de joyas con el fin de ayudarle a costear la campaña militar subsiguiente.
Tras la derrota de su hermano en la batalla de Waterloo y su definitivo destierro en Santa Elena, Paulina regresa a Roma, desde donde trata de buscar el respaldo de diversos gobernantes extranjeros para que mejoren las condiciones de vida de su hermano en la isla. Cuando este fallece en mayo de 1821, Paulina, a la que se le ha prohibido expresamente visitarlo, se derrumba.
Desde principios de 1825, su salud se deteriora a causa de un cáncer uterino. Poco antes de morir, se reconcilia con su marido, el príncipe Camillo. Fallece en Florencia el 9 de junio, a los 44 años de edad. Contra su deseo de ser enterrada junto a su hijo y su primer marido en el castillo de Montgobert —en la región de Picardía—, fue sepultada en la Capilla Borghesiana de la Basílica Papal de Santa María la Mayor en Roma.

## Ancestros
|  |                                             |  |  |  |  |  |  |  |  |  |  |  |  |  |  |  |
|  | 16. Giuseppe Maria Buonaparte               |  |  |  |  |  |  |  |  |  |  |  |  |  |  |  |
|  |                                             |  |  |  |  |  |  |  |  |  |  |  |  |  |  |  |
|  |                                             |  |  |  |  |  |  |  |  |  |  |  |  |  |  |  |
|  | 8. Sebastiano Nicola Buonaparte             |  |  |  |  |  |  |  |  |  |  |  |  |  |  |  |
|  |                                             |  |  |  |  |  |  |  |  |  |  |  |  |  |  |  |
|  |                                             |  |  |  |  |  |  |  |  |  |  |  |  |  |  |  |
|  | 17. Maria Colonna                           |  |  |  |  |  |  |  |  |  |  |  |  |  |  |  |
|  |                                             |  |  |  |  |  |  |  |  |  |  |  |  |  |  |  |
|  |                                             |  |  |  |  |  |  |  |  |  |  |  |  |  |  |  |
|  | 4. Giuseppe Maria Buonaparte                |  |  |  |  |  |  |  |  |  |  |  |  |  |  |  |
|  |                                             |  |  |  |  |  |  |  |  |  |  |  |  |  |  |  |
|  |                                             |  |  |  |  |  |  |  |  |  |  |  |  |  |  |  |
|  | 18. Carlo Tusoli                            |  |  |  |  |  |  |  |  |  |  |  |  |  |  |  |
|  |                                             |  |  |  |  |  |  |  |  |  |  |  |  |  |  |  |
|  |                                             |  |  |  |  |  |  |  |  |  |  |  |  |  |  |  |
|  | 9. Maria Anna Tusoli                        |  |  |  |  |  |  |  |  |  |  |  |  |  |  |  |
|  |                                             |  |  |  |  |  |  |  |  |  |  |  |  |  |  |  |
|  |                                             |  |  |  |  |  |  |  |  |  |  |  |  |  |  |  |
|  | 19. Isabella N.                             |  |  |  |  |  |  |  |  |  |  |  |  |  |  |  |
|  |                                             |  |  |  |  |  |  |  |  |  |  |  |  |  |  |  |
|  |                                             |  |  |  |  |  |  |  |  |  |  |  |  |  |  |  |
|  | 2. Carlo Maria Buonaparte                   |  |  |  |  |  |  |  |  |  |  |  |  |  |  |  |
|  |                                             |  |  |  |  |  |  |  |  |  |  |  |  |  |  |  |
|  |                                             |  |  |  |  |  |  |  |  |  |  |  |  |  |  |  |
|  | 20.                                         |  |  |  |  |  |  |  |  |  |  |  |  |  |  |  |
|  |                                             |  |  |  |  |  |  |  |  |  |  |  |  |  |  |  |
|  |                                             |  |  |  |  |  |  |  |  |  |  |  |  |  |  |  |
|  | 10. Giuseppe Maria Paravicini               |  |  |  |  |  |  |  |  |  |  |  |  |  |  |  |
|  |                                             |  |  |  |  |  |  |  |  |  |  |  |  |  |  |  |
|  |                                             |  |  |  |  |  |  |  |  |  |  |  |  |  |  |  |
|  | 21.                                         |  |  |  |  |  |  |  |  |  |  |  |  |  |  |  |
|  |                                             |  |  |  |  |  |  |  |  |  |  |  |  |  |  |  |
|  |                                             |  |  |  |  |  |  |  |  |  |  |  |  |  |  |  |
|  | 5. Maria Saveria Paravicini                 |  |  |  |  |  |  |  |  |  |  |  |  |  |  |  |
|  |                                             |  |  |  |  |  |  |  |  |  |  |  |  |  |  |  |
|  |                                             |  |  |  |  |  |  |  |  |  |  |  |  |  |  |  |
|  | 22. Angelo Agostino Salineri                |  |  |  |  |  |  |  |  |  |  |  |  |  |  |  |
|  |                                             |  |  |  |  |  |  |  |  |  |  |  |  |  |  |  |
|  |                                             |  |  |  |  |  |  |  |  |  |  |  |  |  |  |  |
|  | 11. Maria Angela Salineri                   |  |  |  |  |  |  |  |  |  |  |  |  |  |  |  |
|  |                                             |  |  |  |  |  |  |  |  |  |  |  |  |  |  |  |
|  |                                             |  |  |  |  |  |  |  |  |  |  |  |  |  |  |  |
|  | 23. Franchetta Merezano                     |  |  |  |  |  |  |  |  |  |  |  |  |  |  |  |
|  |                                             |  |  |  |  |  |  |  |  |  |  |  |  |  |  |  |
|  |                                             |  |  |  |  |  |  |  |  |  |  |  |  |  |  |  |
|  | 1. Paulina Bonaparte, Princesa de Guastalla |  |  |  |  |  |  |  |  |  |  |  |  |  |  |  |
|  |                                             |  |  |  |  |  |  |  |  |  |  |  |  |  |  |  |
|  |                                             |  |  |  |  |  |  |  |  |  |  |  |  |  |  |  |
|  | 24. Giovanni Geronimo Ramolino              |  |  |  |  |  |  |  |  |  |  |  |  |  |  |  |
|  |                                             |  |  |  |  |  |  |  |  |  |  |  |  |  |  |  |
|  |                                             |  |  |  |  |  |  |  |  |  |  |  |  |  |  |  |
|  | 12. Giovanni Agostino Ramolino              |  |  |  |  |  |  |  |  |  |  |  |  |  |  |  |
|  |                                             |  |  |  |  |  |  |  |  |  |  |  |  |  |  |  |
|  |                                             |  |  |  |  |  |  |  |  |  |  |  |  |  |  |  |
|  | 25. Maria Letizia Boggiona                  |  |  |  |  |  |  |  |  |  |  |  |  |  |  |  |
|  |                                             |  |  |  |  |  |  |  |  |  |  |  |  |  |  |  |
|  |                                             |  |  |  |  |  |  |  |  |  |  |  |  |  |  |  |
|  | 6. Giovanni Geronimo Ramolino               |  |  |  |  |  |  |  |  |  |  |  |  |  |  |  |
|  |                                             |  |  |  |  |  |  |  |  |  |  |  |  |  |  |  |
|  |                                             |  |  |  |  |  |  |  |  |  |  |  |  |  |  |  |
|  | 26. Andrea Peri                             |  |  |  |  |  |  |  |  |  |  |  |  |  |  |  |
|  |                                             |  |  |  |  |  |  |  |  |  |  |  |  |  |  |  |
|  |                                             |  |  |  |  |  |  |  |  |  |  |  |  |  |  |  |
|  | 13. Angela Maria Peri                       |  |  |  |  |  |  |  |  |  |  |  |  |  |  |  |
|  |                                             |  |  |  |  |  |  |  |  |  |  |  |  |  |  |  |
|  |                                             |  |  |  |  |  |  |  |  |  |  |  |  |  |  |  |
|  | 27. Maria Magdalena Colonna                 |  |  |  |  |  |  |  |  |  |  |  |  |  |  |  |
|  |                                             |  |  |  |  |  |  |  |  |  |  |  |  |  |  |  |
|  |                                             |  |  |  |  |  |  |  |  |  |  |  |  |  |  |  |
|  | 3. Maria Letizia Ramolino                   |  |  |  |  |  |  |  |  |  |  |  |  |  |  |  |
|  |                                             |  |  |  |  |  |  |  |  |  |  |  |  |  |  |  |
|  |                                             |  |  |  |  |  |  |  |  |  |  |  |  |  |  |  |
|  | 28. Giovanni Antonio Pietrasanta            |  |  |  |  |  |  |  |  |  |  |  |  |  |  |  |
|  |                                             |  |  |  |  |  |  |  |  |  |  |  |  |  |  |  |
|  |                                             |  |  |  |  |  |  |  |  |  |  |  |  |  |  |  |
|  | 14. Giuseppe Maria Pietrasanta              |  |  |  |  |  |  |  |  |  |  |  |  |  |  |  |
|  |                                             |  |  |  |  |  |  |  |  |  |  |  |  |  |  |  |
|  |                                             |  |  |  |  |  |  |  |  |  |  |  |  |  |  |  |
|  | 29. Paola Brigida Sorba                     |  |  |  |  |  |  |  |  |  |  |  |  |  |  |  |
|  |                                             |  |  |  |  |  |  |  |  |  |  |  |  |  |  |  |
|  |                                             |  |  |  |  |  |  |  |  |  |  |  |  |  |  |  |
|  | 7. Angela Maria Pietrasanta                 |  |  |  |  |  |  |  |  |  |  |  |  |  |  |  |
|  |                                             |  |  |  |  |  |  |  |  |  |  |  |  |  |  |  |
|  |                                             |  |  |  |  |  |  |  |  |  |  |  |  |  |  |  |
|  | 30.                                         |  |  |  |  |  |  |  |  |  |  |  |  |  |  |  |
|  |                                             |  |  |  |  |  |  |  |  |  |  |  |  |  |  |  |
|  |                                             |  |  |  |  |  |  |  |  |  |  |  |  |  |  |  |
|  | 15. Maria Giuseppa Malerba                  |  |  |  |  |  |  |  |  |  |  |  |  |  |  |  |
|  |                                             |  |  |  |  |  |  |  |  |  |  |  |  |  |  |  |
|  |                                             |  |  |  |  |  |  |  |  |  |  |  |  |  |  |  |
|  | 31.                                         |  |  |  |  |  |  |  |  |  |  |  |  |  |  |  |
|  |                                             |  |  |  |  |  |  |  |  |  |  |  |  |  |  |  |
|  |                                             |  |  |  |  |  |  |  |  |  |  |  |  |  |  |  |

## Potestades
| Predecesor: Fernando I de Parma | Duquesa de Guastalla (30 de marzo-14 de agosto de 1806) | Sucesor: Anexado al Ducado de Parma |
| Predecesor: Creado              | Princesa de Guastalla (1806-1815)                       | Sucesor: Extinguido                 |
| Predecesor: Anna Maria Salviati | Princesa consorte de Sulmona y Rossano (1803-1825)      | Sucesor: Adèle de La Rochefoucauld  |

## Paulina Bonaparte en la ficción

### Cine y televisión
| Título original  | Fecha de estreno | País        | Director           | Como Paulina         |
| ---------------- | ---------------- | ----------- | ------------------ | -------------------- |
| Madame Sans-Gêne | 15 mar. 1945     | Argentina   | Luis César Amadori | Herminia Franco      |
| Austerlitz       | 1960             | Yugoslavia  | Abel Garce         | Claudia Cardinale    |
| Venere imperiale | 14 oct. 1963     | España      | Jean Delannoy      | Gina Lollobrigida    |
| Madame Sans-Gêne | 11 feb. 2002     | Francia     | Philippe de Broca  | Alexandra Mercouroff |
| Napoleon         | 11 nov. 2007     | Reino Unido | Nick Murphy        | Laura Greenwood      |